# Hans Pedersen
Hans Pedersen, född 5 november 1887, död 22 september 1943, var en dansk gymnast.
Pedersen tävlade för Danmark vid olympiska sommarspelen 1912 i Stockholm, där han var med och tog silver i lagtävlingen i svenskt system. 
Vid olympiska sommarspelen 1920 i Antwerpen var Pedersen återigen med och tog silver i lagtävlingen i svenskt system. 